# Bauwerke in Wolfsegg am Hausruck

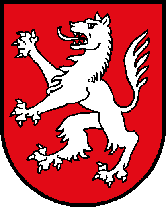
Marktgemeindewappen

Die Marktgemeinde Wolfsegg am Hausruck liegt im Hausruckviertel (Oberösterreich) im Bezirk Vöcklabruck.
Wolfsegg kann auf zahlreiche Bauwerke und sonstige Sehenswürdigkeiten verweisen, die meist mit geschichtlichen Ereignissen zu tun haben und neben Bauwerken, Kirchen, Kapellen, Denkmälern und Skulpturen auch Geburtshäuser und Häuser mit besonderer Bedeutung sowie die Heimatstube und das Friedensmuseum aufweisen. Die unter Denkmalschutz gestellten Objekte sind weiters in der Liste der denkmalgeschützten Objekte in Wolfsegg am Hausruck zusammengefasst und kurz beschrieben.

## Bauwerke, Architektur

### Schloss Wolfsegg
Schloss Wolfsegg ist eine auf einer Anhöhe im 17. Jahrhundert errichtete Anlage. Das Schloss besteht aus einem dreigeschoßigen Hauptbau und einem Rückenflügel, die durch zweigeschoßige Gangflügel verbunden sind. Das Wirtschaftsgebäude, nördlich des Schlosses, ist in Hufeisenform.

### Barbaraquelle
Bei der Neugestaltung des Ortsplatzes in Kohlgrube wurde der Barbarabrunnen errichtet. Das stark schwefelhaltige Wasser stammt vermutlich aus den ehemaligen Grubenstollen.

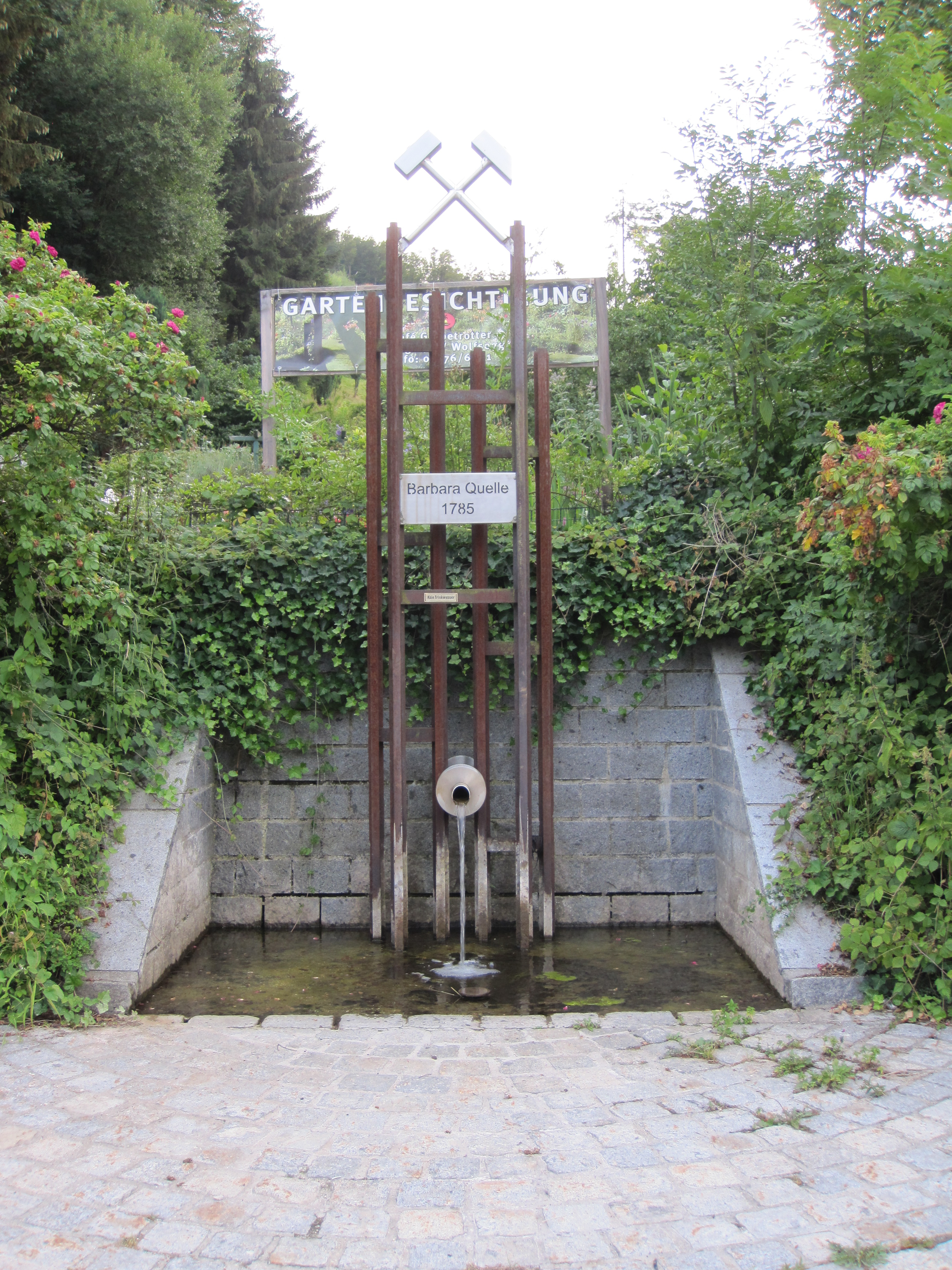
Barbaraquelle

### Bauernkriegsdenkmal
Zum Andenken an die letzte Schlacht des 2. Bauernkrieges am 20. November 1626 errichtete die Ortsbauernschaft im Jahre 1989 auf dem Höhenrücken der Schanze diese Gedenkstätte aus Granit. Ungefähr 2000 Bauern wurden damals durch den Reitergeneral Pappenheim vernichtend geschlagen. Ihr Anführer Berndl wurde erstochen, einige hundert Bauern niedergemacht und der Markt geplündert. An klaren Tagen kann man von diesem Punkt aus die herrliche Aussicht ins Alpenvorland mit dem beeindruckenden 300 Kilometer langen Panorama vom Großen Ötscher in den steirisch-niederösterreichischen Kalkalpen bis zum Untersberg in den Salzburger Kalkalpen genießen.

### Bergknappenschauraum
Der Bergknappenschauraum befindet sich in der Kohlgrube; darin sind zahlreiche Gegenstände verwahrt, um die Tradition aufrechtzuerhalten.

### Bergmannskreuz
Die Einweihung des neuen Bergmannskreuzes erfolgte am 14. September 1958. Auf Initiative von Pfarrer Schneebauer wurde an Stelle des alten baufälligen Holzkreuzes ein Eisenkreuz zum Gedenken an jene Bergleute errichtet, die im Laufe der zwei Jahrhunderte, in denen in Wolfsegg Kohle gefördert wurde, als Opfer ihres Berufes in oder außerhalb der Grube gestorben sind. Der Entwurf stammt vom damaligen Werksschlosser der WTK, Heinrich Brunner aus Kohlgrube, der auch die Fertigung durchführte.
Falderkreuz
Gaferlkreuz

### Grubenlok

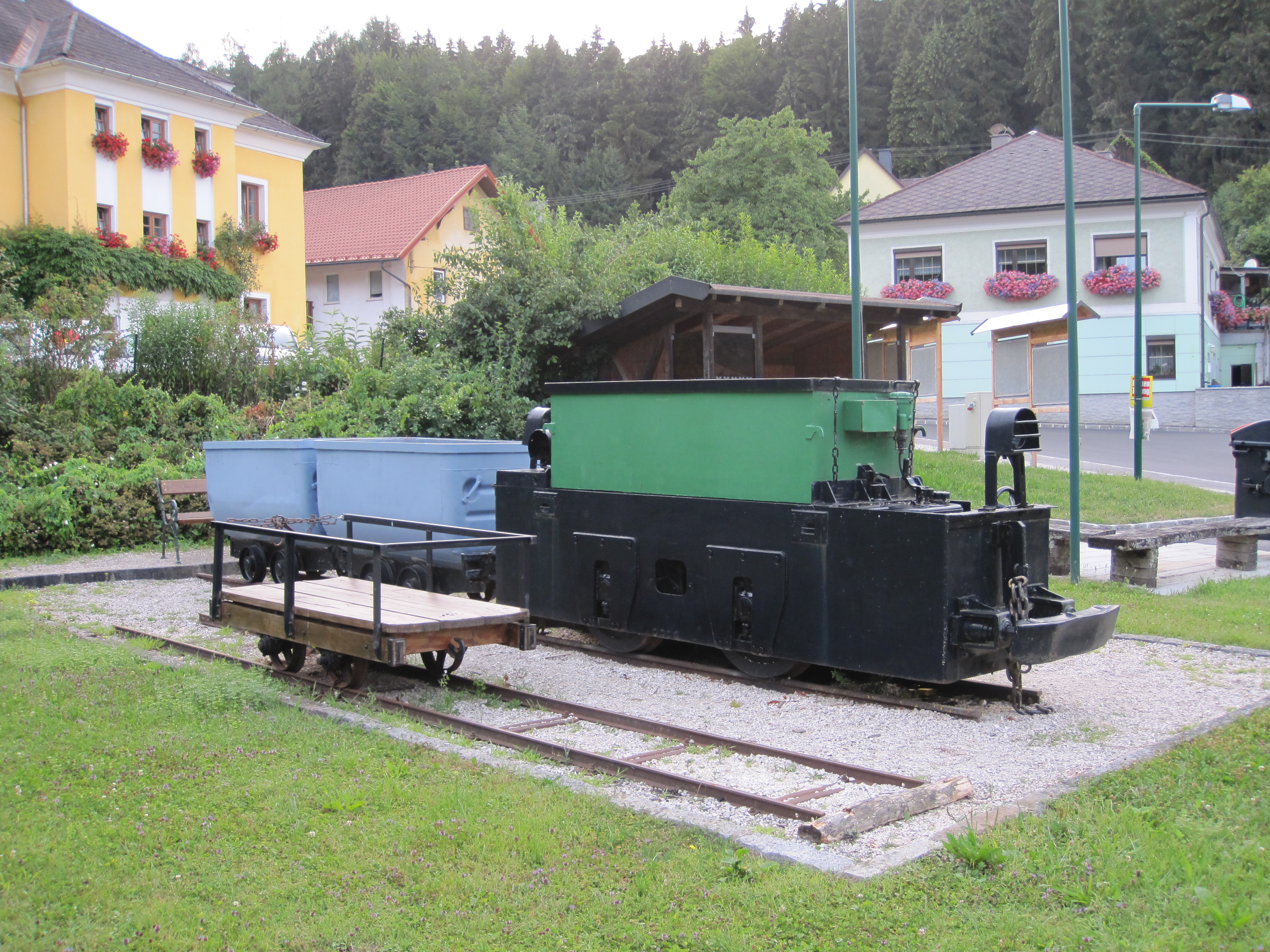
Grubenlok (Ansicht von links)
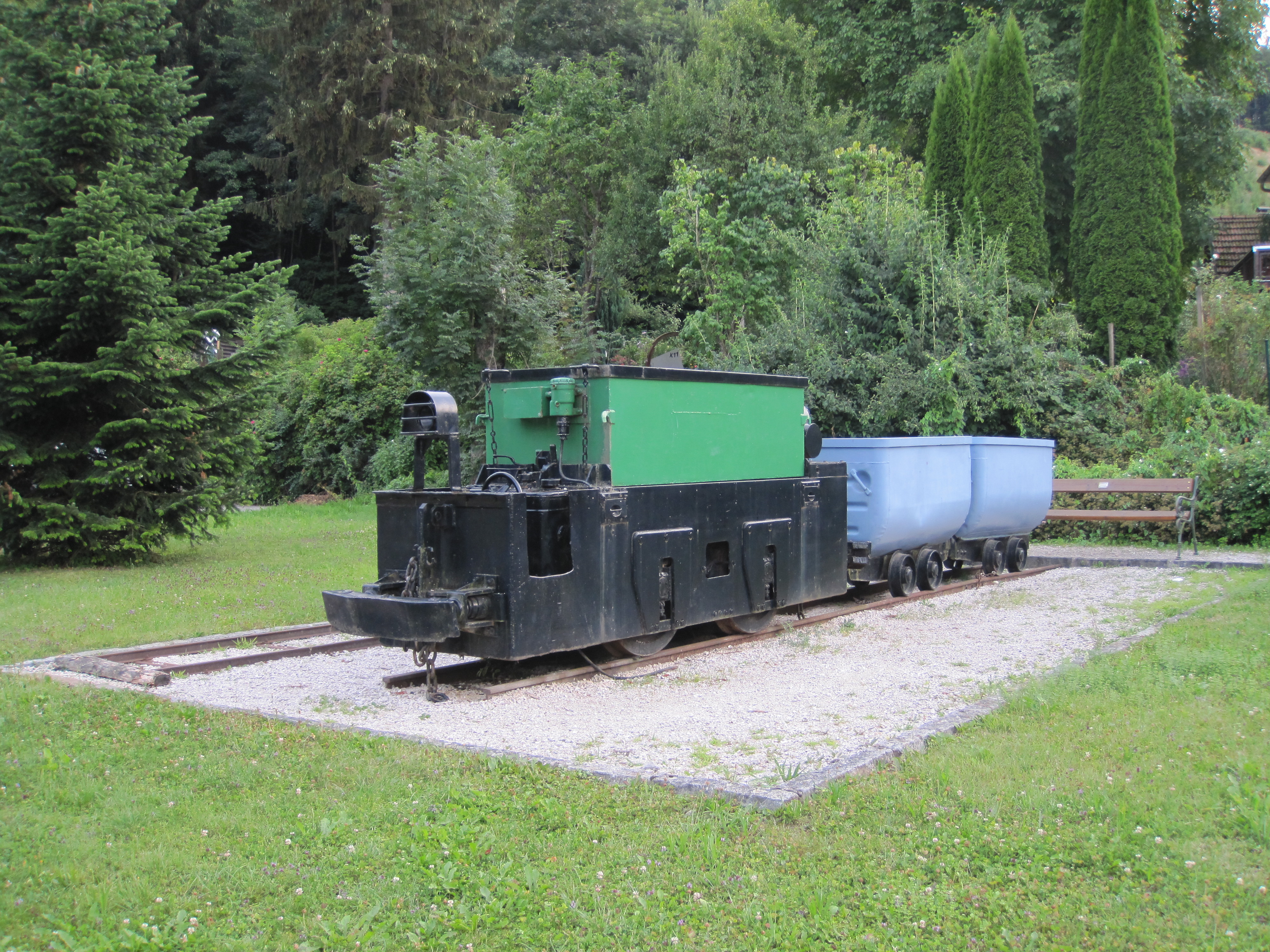
Grubenlok (Ansicht von rechts)

### Grubenlok mit Stollen
Seit 1757 wird Braunkohle in Wolfsegg und Ampflwang abgebaut. Bis zum Jahr 1967 wurde von der Wolfsegg-Traunthaler Kohlenwerks AG in der Marktgemeinde Wolfsegg am Hausruck Kohle abgebaut. Der letzte Kohlen-Hunt wurde 1995 in Schmitzberg, Gemeinde Ampflwang, gefördert. Die Tradition des Kohlebergbaues wird in der Marktgemeinde Wolfsegg vom Bergknappenverein aufrechterhalten. Der im Jahr 1996 errichtete Barbara-Schaustollen beim Sportplatz soll an diese bedeutende Zeit erinnern.
Heimatstube

### Jägerbild
Das Jägerbild wurde zum Gedenken an den Oberförster Anton Lintner errichtet und wird von jagdlichen und religiösen Motiven geziert. Es ist über den Höhenweg vom Schloss Wolfsegg aus Richtung Geboltskirchen erreichbar. Zur Erinnerung an Herrn Anton Lintner. Oberförster, gestorben am 23. Juni 1863 Müder Wanderer, der du hier ausruhst gedenke seiner in Liebe und bete für Ihn. Herr sei seiner armen Seele gnädig und barmherzig, denn er schuf das Kreuz zu deiner Erbauung, die Bank zu deiner Ruh und was bei weitem mehr ist, er wahr ein Ehrenmann, ein frommer Christ.

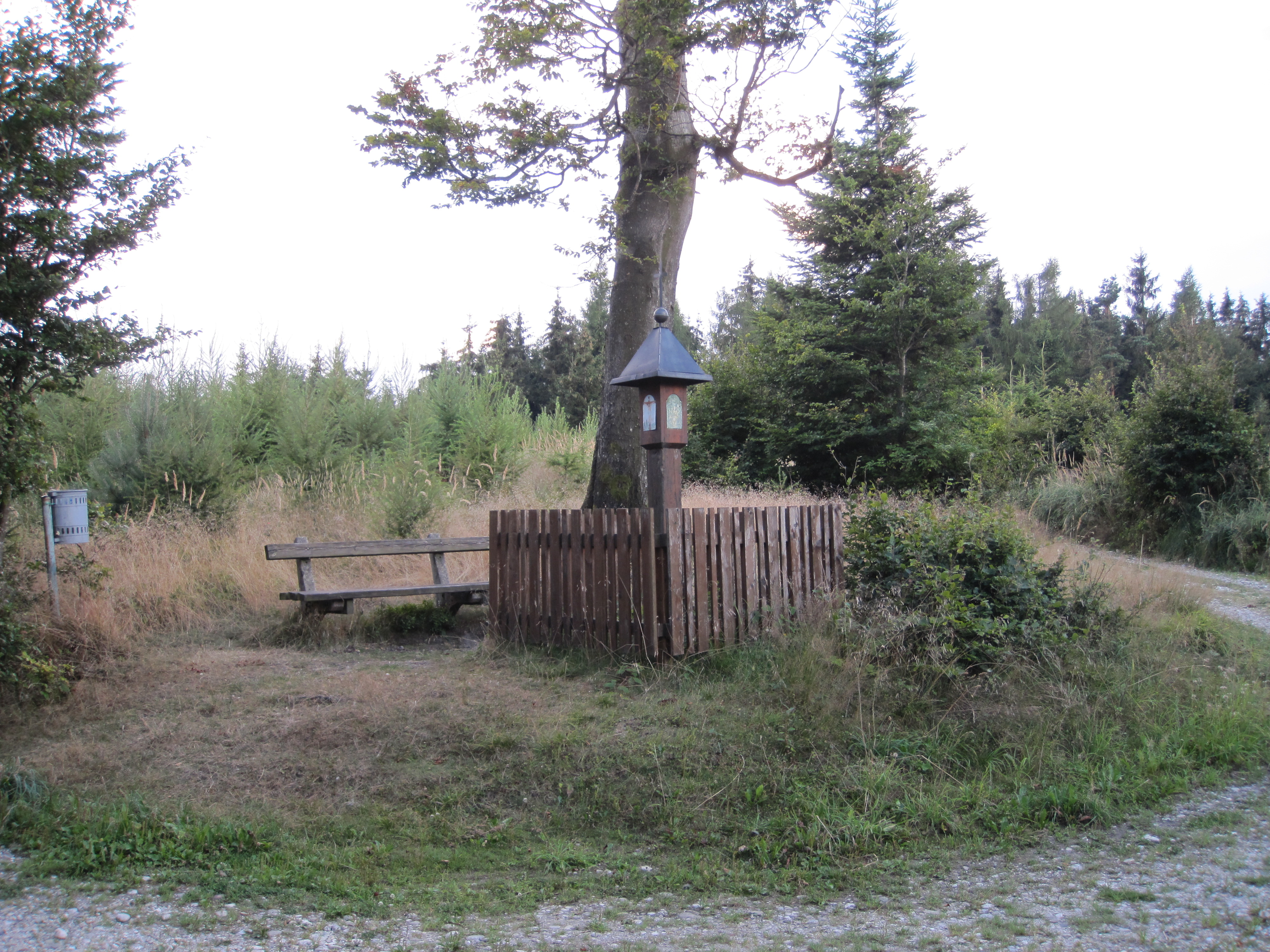
Jägerbild.
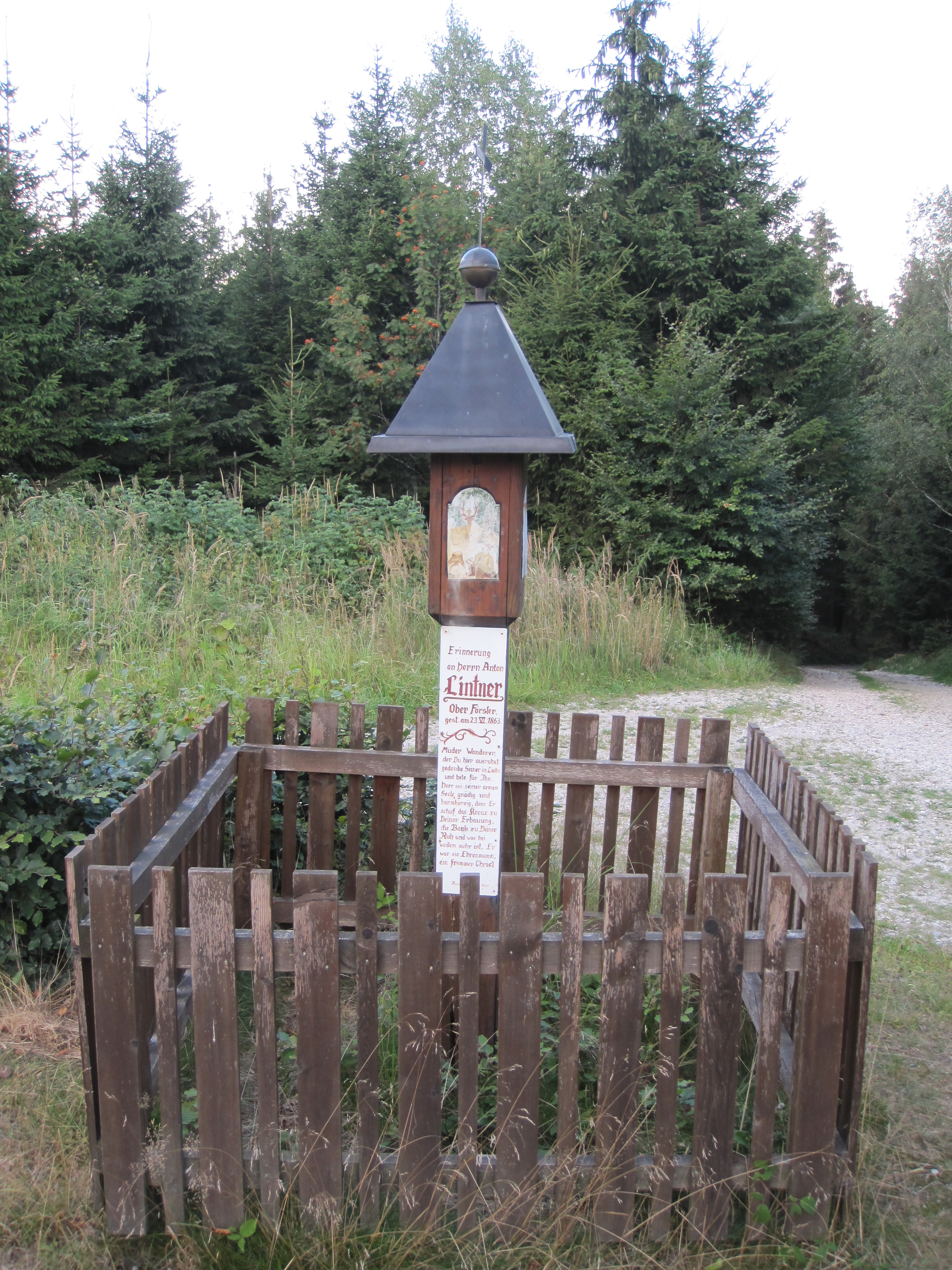
Jägerbild (Ansicht von vorne)
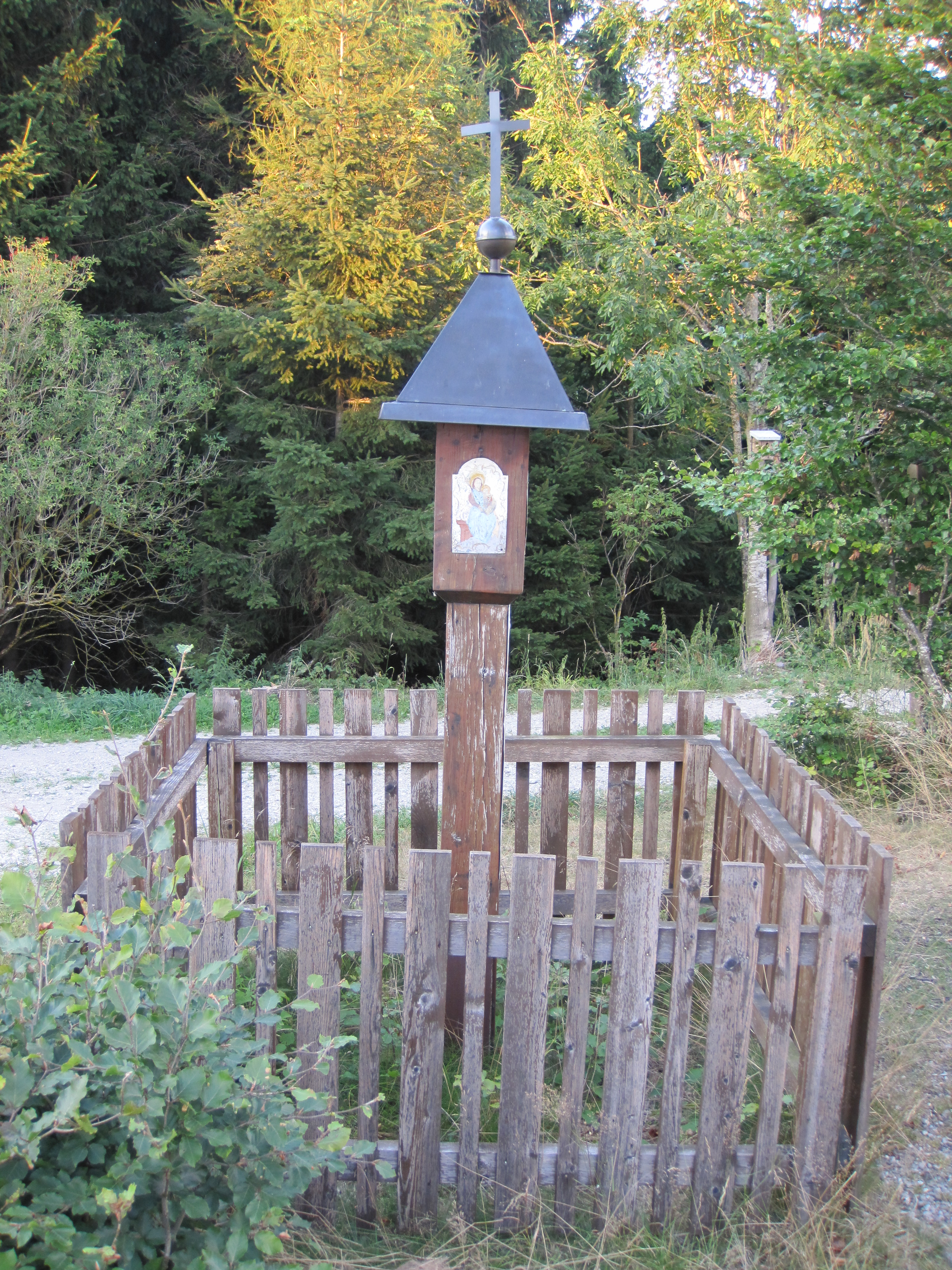
Jägerbild (Ansicht von links)
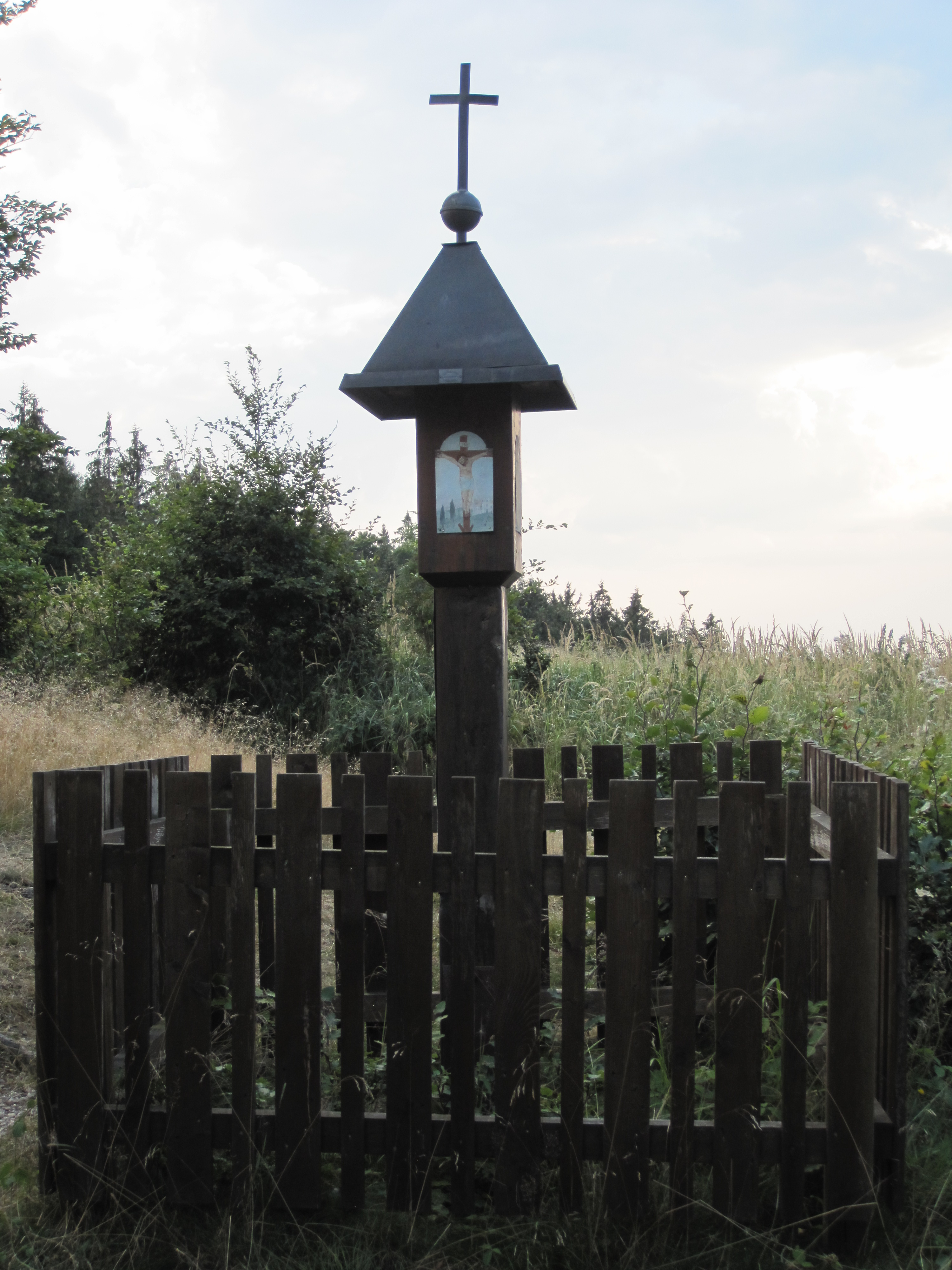
Jägerbild (Ansicht von rechts)
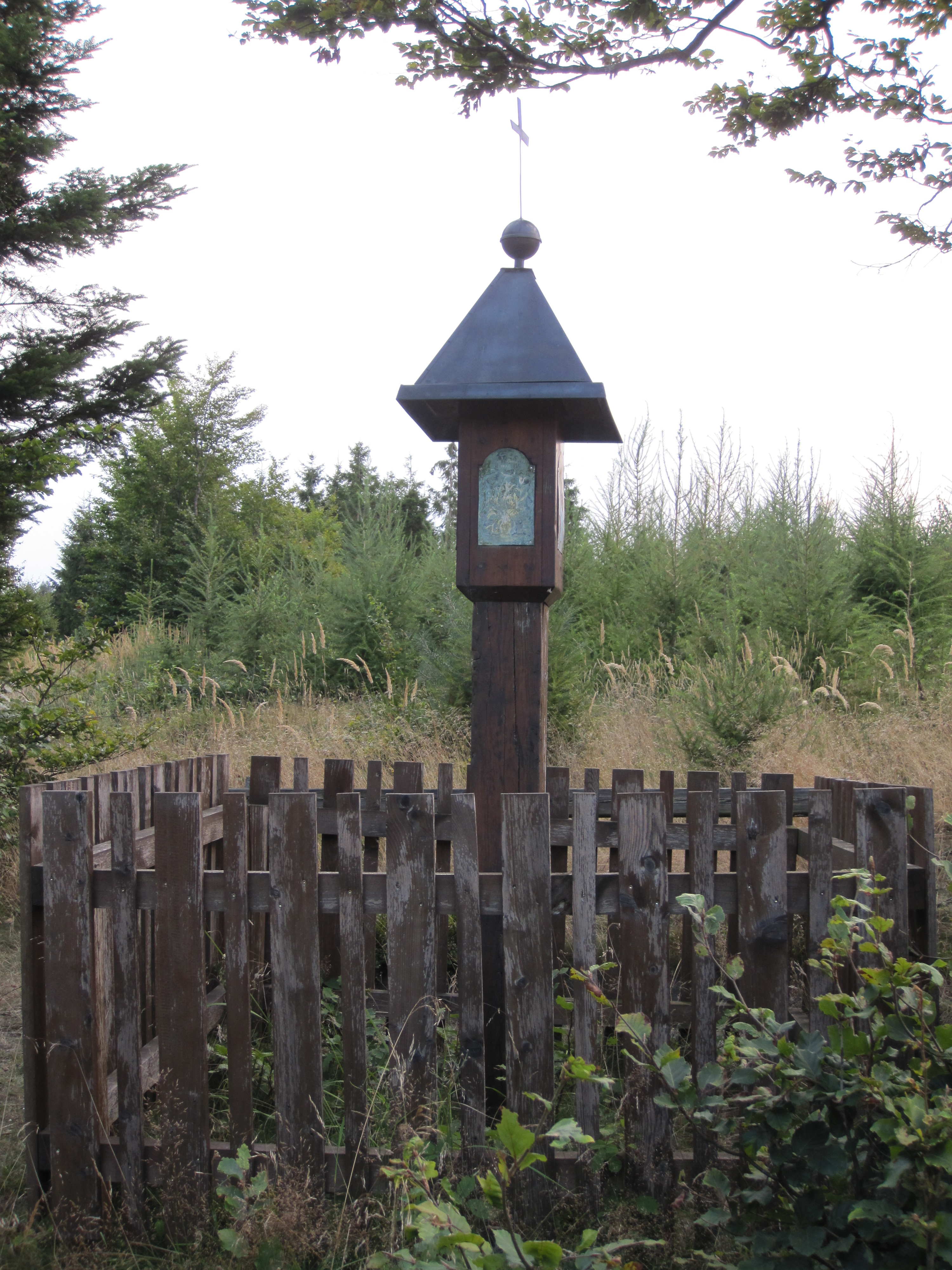
Jägerbild (Ansicht von hinten)

### Klopfhäuschen
Die Klopfe wurde von den Bergknappen errichtet und nach einem alten Brauch morgens zur Grubeneinfahrt geklopft. Davor soll auch noch ein Gebet zur heiligen Barbara gesprochen worden sein. Bedient wurde die damalige Klopfe in Kohlgrube von Herrn Wewerka, der von seinen Kameraden Strecko (Vetter) genannt wurde. Auf der nachgebauten Klopfe neben dem Bergmannskreuz wird immer noch den verstorbenen Bergmännern zur letzten Grubenfahrt geklopft.

### Kohlenhunt

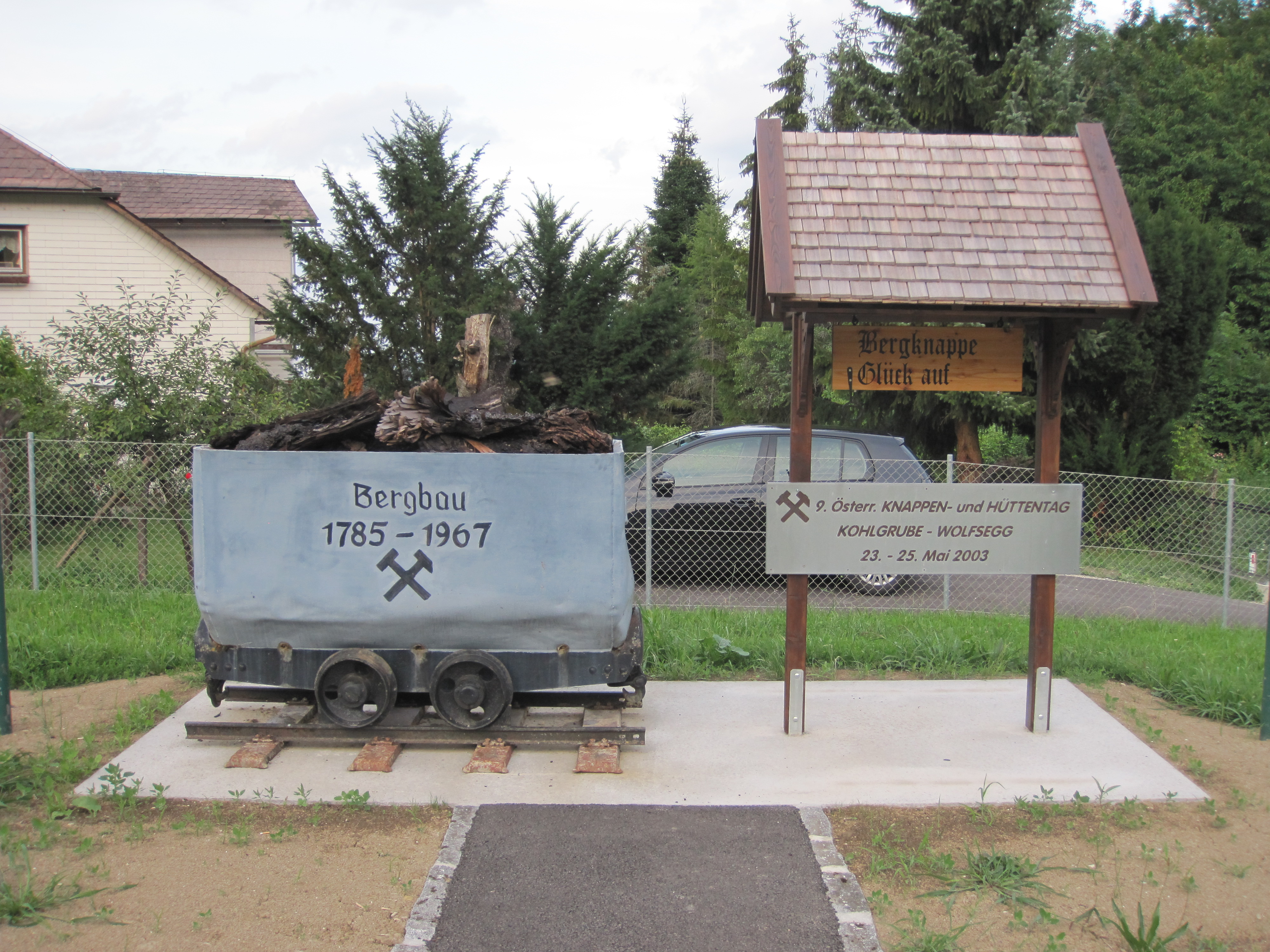
Kohlenhunt

Kriegerdenkmal

### Marienbild – Zum guten Rat
Das Bild der „Mutter vom guten Rat“ ist über den Höhenweg vom Schloss Wolfsegg Richtung Geboltskirchen erreichbar.
Mutter vom guten Rat In allen Gefahren und Unglücksfällen, Bei allen Arbeiten und Unternehmungen, In allem Kreuz und Leiden, In allen Betrübnissen, In allen Zweifeln und Verwirrungen, Auf der Suche nach dem Heil, In allen Schwächen und Krankheiten, In allen Versuchungen und Nachstellungen, In der Stunde des Todes… erteile uns guten Rat.

### Mariensäule
Am Marktplatz steht auf einer kleinen Grünfläche zwischen der Obelsthamerstraße und der Straße Richtung Kohlgrube die Mariensäule. Der Schlossbesitzer Mathias Ferdinand Castner ließ diese zur Abwendung der bayrischen Kriegsgefahr im Jahre 1702 zu Ehren der schmerzhaften Mutter Gottes errichten. Die Statue ist aus Stein, der Sockel aus Sandstein wurde im Zuge des Straßenbaus in den 60er Jahren durch einen Granitsockel ersetzt.

### Platte-Lorenz-Säule
1873 entstand die Platte-Lorenz-Säule als erstes Denkmal, das in Verbindung mit dem Bergbau steht. Karl Platte war der erste Bergverwalter unter der Grafschaft von St. Julien, Wenzel Lorenz sein Schwiegersohn. Nach ihrem Tod und davor schon unter Josef Werndl, der 1872 den Betrieb erworben und bis 1889 besaß, wurde ihnen zum Gedenken dieses Denkmal errichtet. Die gebrochene Säule soll den Verlust dieser beiden Fachleute als Stütze für den Bergbaubetrieb symbolisieren.

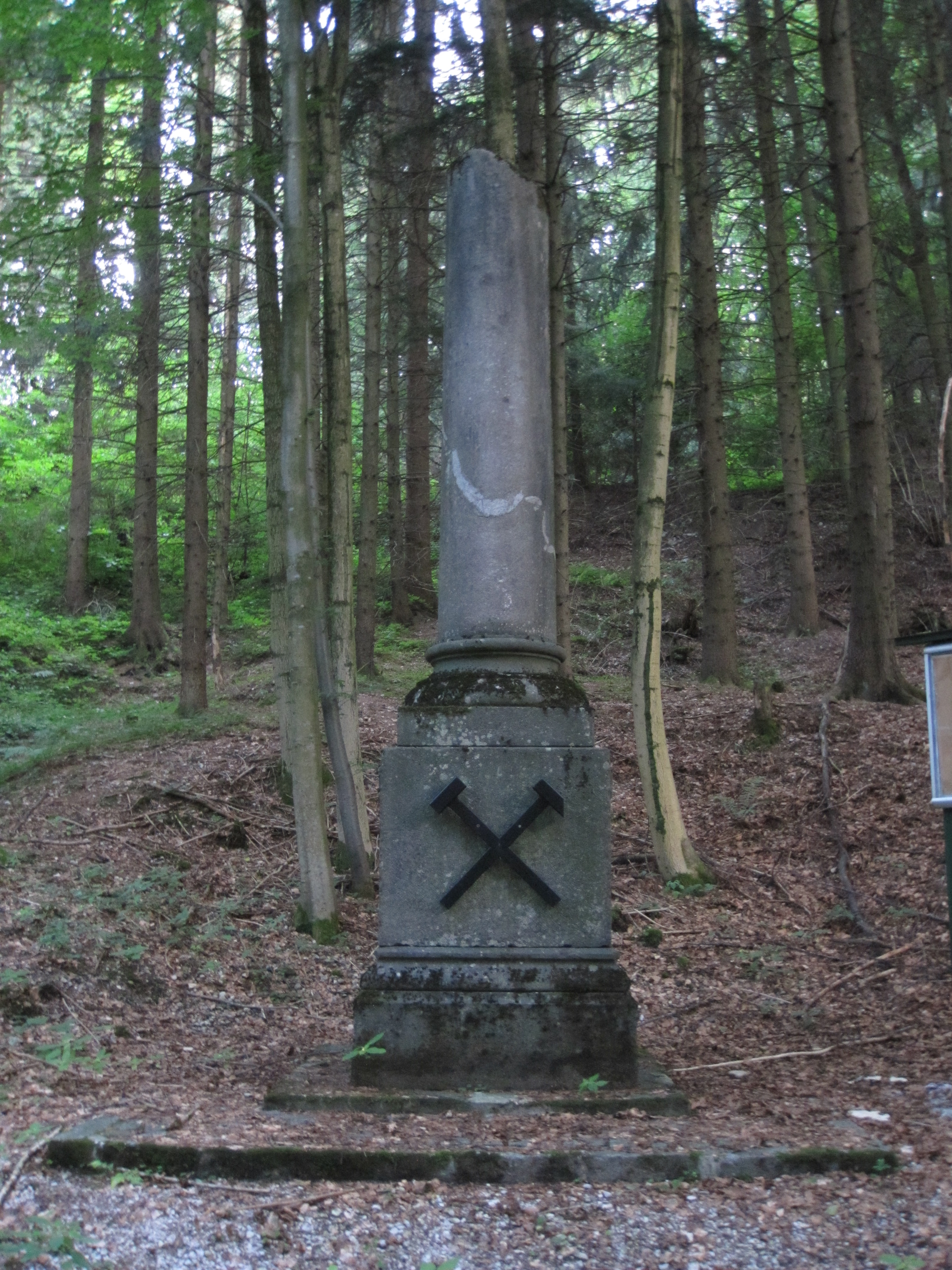
Platte-Lorenz-Säule (Ansicht von vorne)
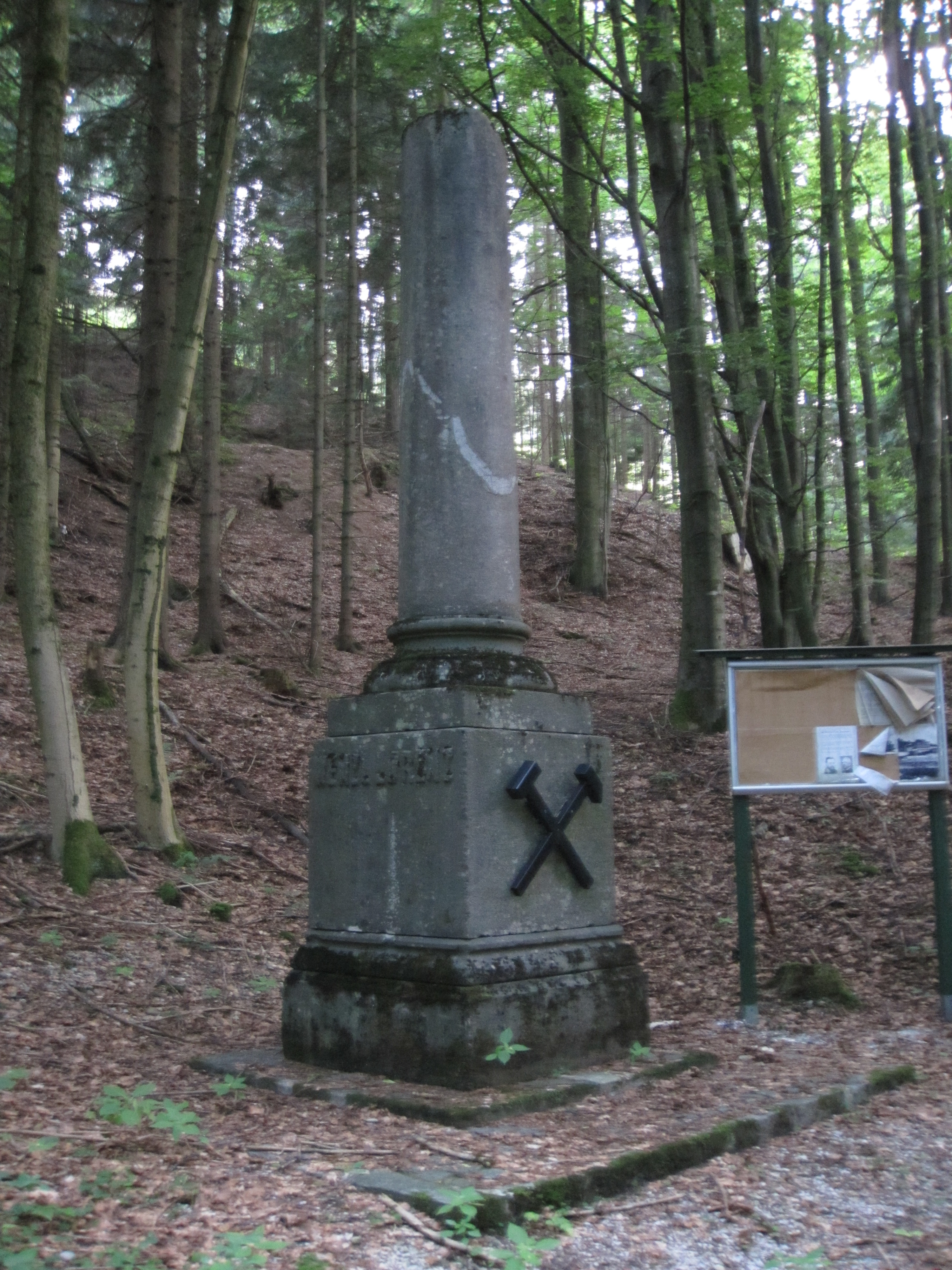
Platte-Lorenz-Säule (Ansicht von links)
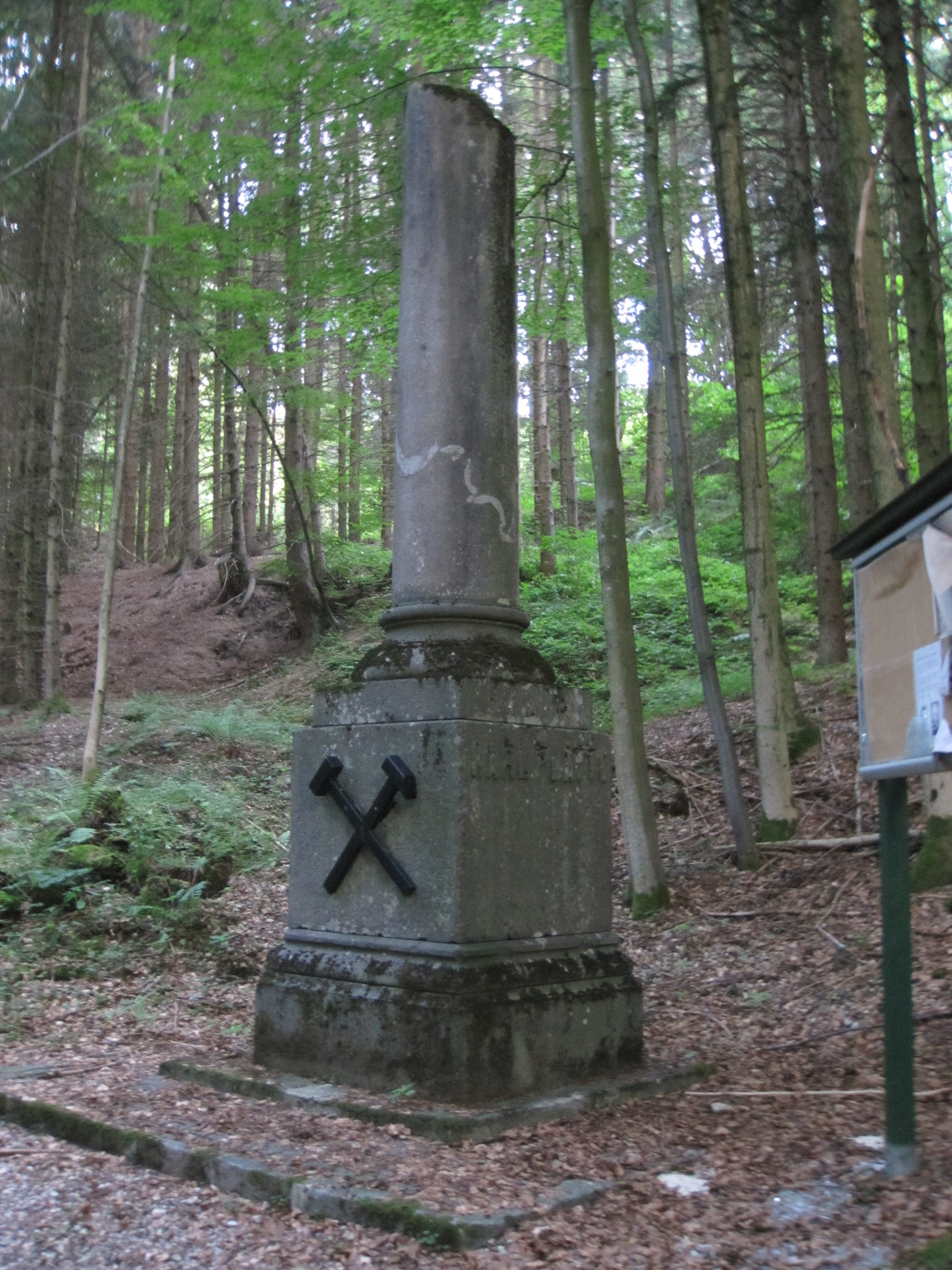
Platte-Lorenz-Säule (Ansicht von rechts)
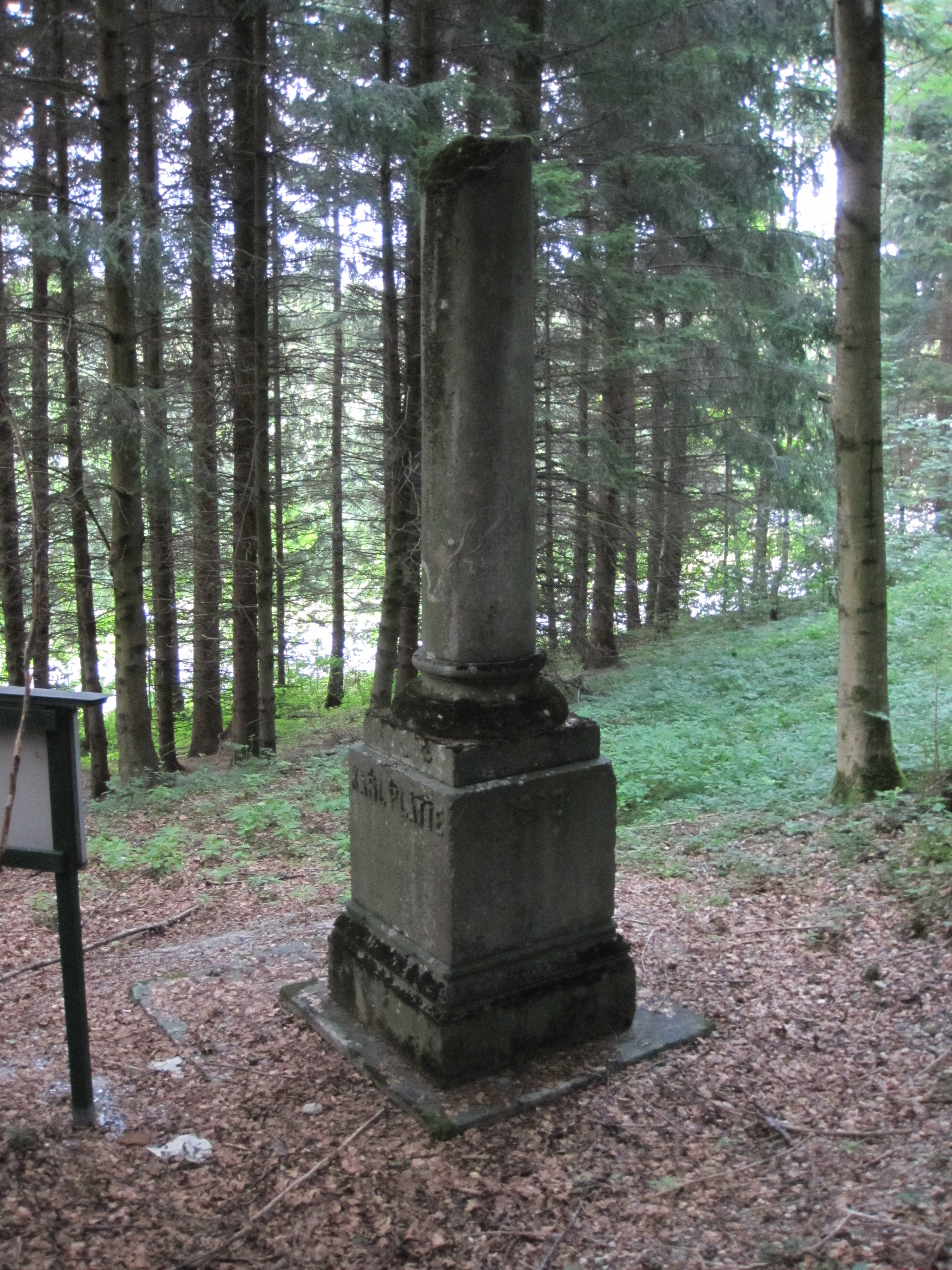
Platte-Lorenz-Säule (Ansicht von hinten)

Franzosenkreuz

### Lorenz Stollen

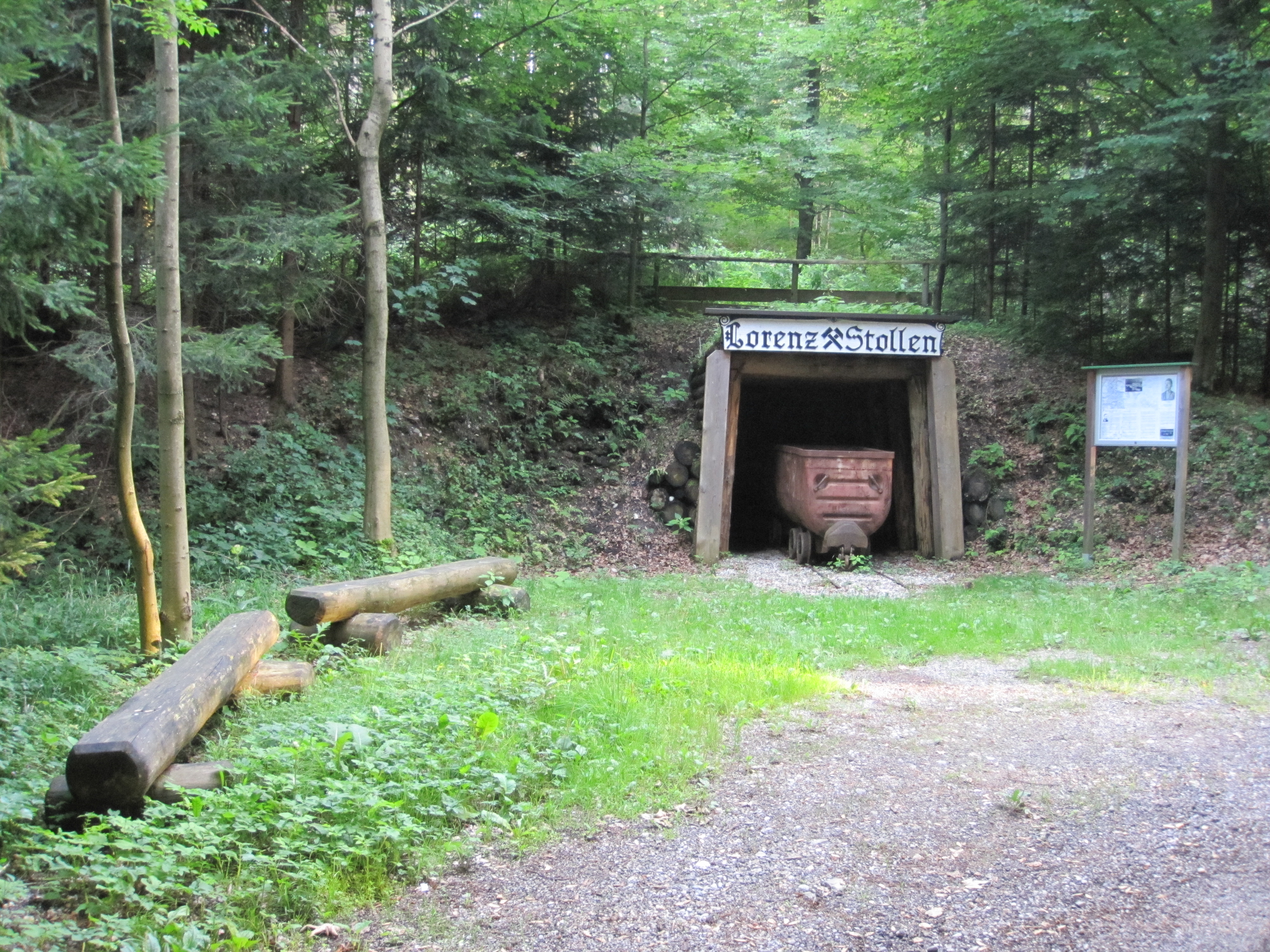
Lorenz Stollen

## Museen

### Friedensmuseum
Im Jahr 1993 wurde das 1. Österreichische Friedensmuseum in Wolfsegg am Hausruck vom ehemaligen Hauptschullehrer Konsulent Franz Deutsch gegründet.